# Liste der Gedenktafeln in Berlin-Wittenau
Die Liste der Gedenktafeln in Berlin-Wittenau enthält die Namen, Standorte und, soweit bekannt, das Datum der Enthüllung von Gedenktafeln.
Die Liste ist nicht vollständig.

## Wittenau
| Bild | Name                            | Standort                 | Datum der Enthüllung |
| ---- | ------------------------------- | ------------------------ | -------------------- |
|      | Adolf Dünnebacke                | Eichborndamm 215         |                      |
|      | Till Eulenspiegel               | Eichborndamm 215         |                      |
|      | Heinz Gutsche                   | Eichborndamm 215         |                      |
|      | Hochbunker                      | Wittenauer Straße 68     |                      |
|      | Kinderfachabteilung Wiesengrund | Eichborndamm 238         |                      |
|      | Kinderfachabteilung Wiesengrund | Eichborndamm 238         | 21. März 2025        |
|      | Peter Koehne                    | Alt-Wittenau 53          |                      |
|      | Lidice                          | Am Rathauspark ggü.1     |                      |
|      | Meilenstein                     | Alt-Wittenau 66          |                      |
|      | NS-Opfer                        | Am Rathauspark ggü.1     |                      |
|      | NS-Opfer                        | Eichborndamm 215         |                      |
|      | NS-Opfer                        | Oranienburger Straße 285 |                      |
|      | Jose Olmos                      | Am Rathauspark 1         |                      |
|      | Ostseebrunnen                   | Eichborndamm 239         |                      |
|      | Place d Antony                  | Antoyplatz               |                      |
|      | Reinickendorf                   | Eichborndamm 215         |                      |
|      | Romain Rolland                  | Place Molière 4          |                      |
|      | Vögel                           | Place Molière 4          |                      |
|      | Widerstandsgruppe Saefkow       | Hermsdorfer Straße 14    |                      |